# Лемешко, Сергей Владимирович
Серге́й Влади́мирович Леме́шко (8 июля 1972, Юрга — 9 декабря 2016, Калининград) — российский футболист, нападающий.

## Карьера
Воспитанник кузбасского футбола. Начал играть в команде «Шахтёр» Ленинск-Кузнецкий. В 1995 был приглашён в московское «Динамо». Дебютировал в чемпионате России 15 апреля во встрече с «Черноморцем», выйдя на замену Дмитрию Черышеву на 89-й минуте. Всего в сезоне-1995 сыграл 4 матча. Во второй половине чемпионата перешёл на правах аренды в «Ростсельмаш». Вернувшись в 1996 году в «Динамо», провёл два матча — один в Кубке кубков против венского «Рапида» и один в Кубке России с «Анжи». После первого круга чемпионата присоединился к клубу «Энергия-Текстильщик», а в 1997 стал игроком «Тюмени». Это были его последние две команды из высшего дивизиона, далее он играл за клубы первой и второй лиг: «Томь», «Арсенал», «Балтику», читинский «Локомотив», «Металлург-Кузбасс» и «Лукойл».
В 1992—1994 годах привлекался в молодёжную сборную России.
В последние годы жизни работал тренером в Калининграде, скоропостижно скончался после проведённой тренировки.